# Kounar
Pour le cours d'eau, voir Kunar.

Districts de la province de Kounar.

Kounar est une province de l'est de l'Afghanistan. Sa capitale est Assadâbâd. Sa population est estimée à 508 224 habitants.
C’est l’une des quatre provinces « N2KL » (Nangarhar, Nuristan, Kunar et Laghman). N2KL est la désignation utilisée par les forces américaines et de la coalition en Afghanistan pour la région accidentée et très violente le long de la frontière entre l’Afghanistan et le Pakistan en face des zones tribales sous administration fédérale du Pakistan (fusionnées en 2018 avec Khyber Pakhtunkhwa).
La présence de coopérants chinois dans les années 1960 expliquerait que la vallée du Kunar ait été une base historique du mouvement maoïste d'Afghanistan.

## Districts
- Assadâbâd
- Marawara
- Bar Kunar
- Dangam
- Nari
- Ghaziabad
- Shaigal Wa Shiltan
- Wata Pur
- Chapa Dara
- Dara-I-Pech
- Narang Wa Badil
- Chawkay
- Nurgal
- Khas Kunar
- Sirkanay

## Personnalités liées à Kounar
- Negin Khpalwak (1997-), première afghane à être devenue chef d’orchestre, est née à Kounar.

## Galerie

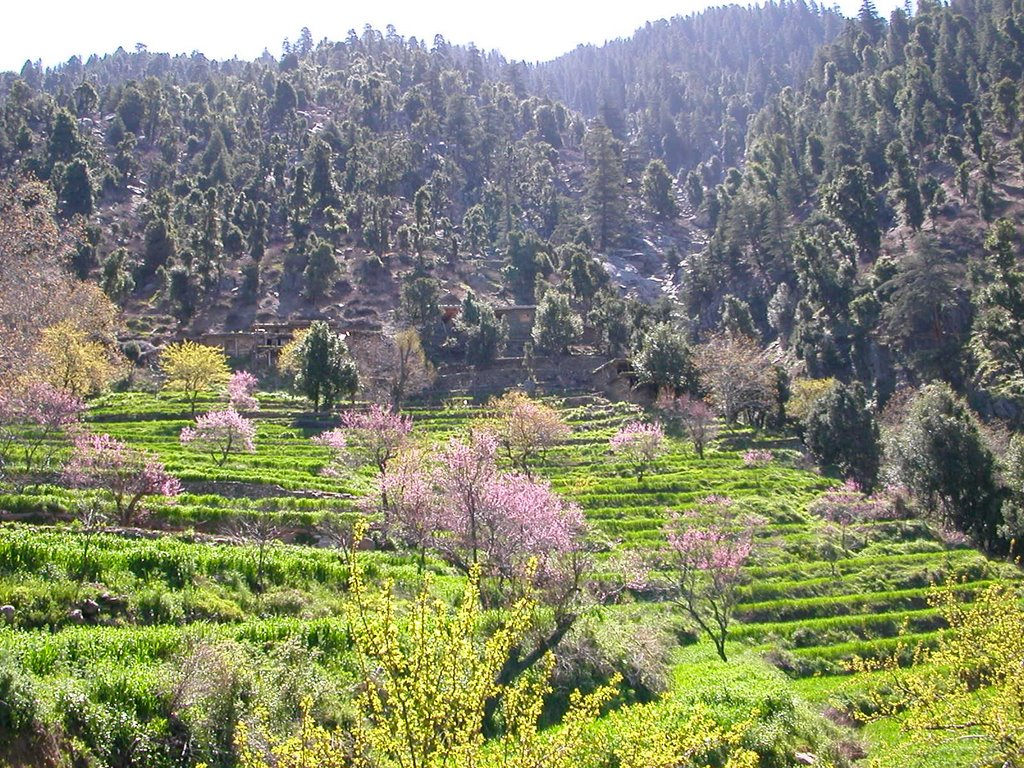
Photographie de paysage de la province de Kounar.